# Турмасово
Турмасово  — село в Мичуринском районе Тамбовской области России. 
Входит в Изосимовский сельсовет. 

## География
Расположено на правом берегу реки Лесной Воронеж, ниже села Изосимово.

## История
Основано в 1636-37 годах козловским воеводой Иваном Биркиным, который отвел первопоселенцам земельные участки с сенокосными и лесными угодьями. В 1860 году на средства населения была построена теплая каменная церковь Богоявления. В 1880 году построена церковно-приходская школа.
В конце XIX века в Турмасово обосновался рязанский помещик Николай Васильевич Снежков, сын которого Василий Николаевич — в последствии ставший депутатом четвёртой Государственной думы от Тамбовской губернии — к родовому имению добавил немало земель. Мать Маргарита Васильевна, урождённая Шишкина.
Близ Турмасово начинал свои опыты по земледелию Мичурин:

В мае 1888 года Мичурин купил участок площадью в 13 гектаров, расположенный в 7 километрах от города, в Турмасово. После покупки у семьи Мичуриных осталось всего 7 рублей. Кроме того, на новом месте не имелось дома – два сезона семья жила в шалаше. Вспоминая те годы, Иван Владимирович рассказывал, что в их рационе были только выращенные ими самими овощи и фрукты, чёрный хлеб да «цыбик чая за пару копеек»
В 1917 году население Турмасова составляло 2 583 человека.
В годы Великой Отечественной войны более 600 жителей села ушли на фронт, 216 человек не вернулись с войны.

## Население
| 1989 | 2002 | 2010 |
| ---- | ---- | ---- |
| 700  | ↗866 | ↗867 |

Согласно результатам переписи 2002 года, в национальной структуре населения русские составляли 94 % от жителей.

## Известные уроженцы
- Исаков Василий Леонович  (1916-1943) - красноармеец, участник Великой Отечественной войны. Герой Советского Союза (1943 год посмертно).